# The Chosen Ones
『The Chosen Ones』（ザ・チューズン・ワンズ）は、フィンランドのメロディックパワーメタルバンド、ストラトヴァリウスのコンピレーション・アルバムである。ノイズ・レコードからニュークリア・ブラストに移籍するため、ノイズレコード時代のアルバムと日本版ボーナストラックから選曲されている。日本版は未発売である。

## 収録曲
1. "Black Diamond" – 5:41 (from "Visions")
2. "Twilight Time" – 5:52 (from "Twilight Time")
3. "Father Time" – 5:05 (from "Episode")
4. "The Hands of Time" – 5:37 (from "Twilight Time")
5. "Dream With Me" – 5:14 (日本版ボーナストラック from "Destiny")
6. "Paradise" – 4:28 (from "Visions")
7. "Out of the Shadows" – 4:11 (from "Twilight Time")
8. "Forever" – 3:09 (from "Episode")
9. "Full Moon" – 4:33 (日本版ボーナストラック "Dreamspace")
10. "Kiss of Judas" – 5:50 (from "Visions")
11. "S.O.S." – 4:19 (from "Destiny")
12. "Dreamspace" – 6:00 (from "Dreamspace")
13. "Against the Wind" – 3:49 (from "Fourth Dimension")
14. "Speed of Light" – 3:08 (from "Episode")
15. "4000 Rainy Nights" – 5:51 (from "Destiny")
16. "Will the Sun Rise?" – 5:06 (from "Episode")